# Taylor Island (ö i Australien, South Australia)
Taylor Island är en ö i Australien. Den ligger i delstaten South Australia, omkring 240 kilometer väster om delstatshuvudstaden Adelaide. Arean är 2,7 kvadratkilometer. Den sträcker sig 3,1 kilometer i nord-sydlig riktning, och 1,3 kilometer i öst-västlig riktning.
Genomsnittlig årsnederbörd är 527 millimeter. Den regnigaste månaden är juni, med i genomsnitt 104 mm nederbörd, och den torraste är oktober, med 16 mm nederbörd.